# Juan Lafita y Díaz
Juan Lafita y Díaz (Sevilla, 23 de junio de 1889-Sevilla, 17 de abril de 1967) fue un hombre polifacético que cultivó la pintura, el periodismo, la caricatura, la arqueología e incluso el cine. Hijo del pintor José Lafita y Blanco y hermano del escultor José Lafita y Díaz. Fue Director del Museo Arqueológico de Sevilla entre 1925 y 1959.

## Biografía
Hizo sus primeros estudios en el Colegio Santa Teresa de Alcalá de Guadaira y prosiguió el bachillerato en los Escolapios de Sevilla hasta 1904. Al terminarlos comenzó el primer año de la Facultad de Ciencias de la Universidad, con la intención de continuar luego con los de Arquitectura, por seguir los pasos de su hermano José, el que luego fue un muy conocido escultor por sus monumentos públicos. Sin embargo abandonó pronto los estudios de Ciencias para matricularse en los que eran su verdadera vocación. Estudió la sección de Historia en Filosofía y Letras y completó sus estudios artísticos en la Escuela de Bellas Artes, siendo así discípulo de Gonzalo Bilbao. En 1910 completa su formación en Madrid para estudiar en la Escuela de Diplomacia.
En 1911 ingresó por oposición en el Cuerpo de Archiveros, Bibliotecarios y Arqueólogos, siendo su primer destino el Archivo de Hacienda de Málaga. Al año siguiente por concurso obtuvo plaza en el Archivo General de Indias del que fue su secretario, hasta que en 1925, vacante la plaza por la jubilación de su anterior director Manuel Campos Munilla, obtuvo la dirección del Museo Arqueológico Provincial de Sevilla, a la sazón ubicado en los claustros del ex convento de la Merced, donde estaba el Museo de Bellas Artes.
Participó así en la compleja operación de traslado del museo desde el centro de Sevilla al pabellón de Bellas Artes del Parque de María Luisa que se realizó tras la guerra civil, operación dirigida por Joaquín María de Navascués desde su puesto de inspector general de los Museos Arqueológicos. Dirigió varias excavaciones, como las del yacimiento de Oripo y obtuvo gracias a sus contactos numerosas donaciones de piezas arqueológicas para el museo. Fue secretario de la Comisión Provincial de Monumentos.
A partir de 1921 colaboró activamente en la prensa sevillana, especialmente en El Correo de Andalucía con diversos pseudónimosː "Bemoles" (como crítico musical), "Bambalina" (como crítico teatral), "Juan Hispaleto" (como crítico de arte), "Don Objetivo" (como crítico de cine), "Jatifal" (como cronista social), "Fuselaje" (como crítico de aviación), "Percaline" (como crítico de moda)... Como dibujante es de destacar su participación en ABC y en las revistas Bética y Andalucía, sobre todo como retratista por su facilidad para los apuntes rápidos al natural, por lo que era llamado "Lápiz Kodak".
Asimismo, fue director artístico de "Currito de la Cruz" (1922), "Carmen la de Triana" (1936) y "Eugenia de Montijo" (1944).
Aficionado al deporte, se encuentra entre los primeros fundadores y jugadores del Sevilla Fútbol Club, siendo su hermano José Lafita quien diseñó el escudo del equipo.

## Reconocimientos
Presidió durante varios años la Sección de Bellas Artes del Ateneo sevillano, al que está vinculado desde 1910. Durante la Exposición Ibero-Americana fue nombrado director de las instalaciones de la sección "Historia del Reino de Sevilla", que mostraba en sus diversas salas numerosos objetos desde las edades prehistóricas.  
Fue académico numerario de la de Bellas Artes de Santa Isabel de Hungría, de Sevilla; correspondiente de la Real de la Historia, de Madrid; de la de Ciencias Políticas y Sociales, de Venezuela; miembros noble de honor de la de Estocolmo; "Officier d'Accadémie" de Francia y miembro de la Comisión Provincial de Monumentos Históricos y Artísticos de Sevilla. Fue también Comendador de la Orden de Alfonso el Sabio, Cónsul de Colombia en diversas ocasiones y Vicecónsul "ad honorem" de Colombia. 
Le fue otorgada por el Ayuntamiento de Sevilla la Medalla de Plata de la Ciudad en 1964, así como por el presidente de la República del Líbano la placa de Comendador de la Orden Nacional del Cedro, entre otras distinciones de tipo cultural.
Tras su jubilación en 1959 y a propuesta de la Real Academia de Bellas Artes, fue nombrado director honorario del Museo Arqueológico de Sevilla.